# City Hall (film, 1996)
Pour les articles homonymes, voir City Hall.
Pour plus de détails, voir Fiche technique et Distribution.
City Hall ou Complot dans la ville au Québec est un film américain réalisé par Harold Becker en 1996.

## Synopsis
Le maire de New York et son jeune adjoint gèrent habilement les affaires de la ville. Ils jouissent d'une grande popularité jusqu'au jour où au cours d'un échange de coups de feu entre un policier et un trafiquant de drogue un enfant noir de six ans est tué.

## Fiche technique
- Titre : City Hall
- Titre québécois : Complot dans la ville
- Réalisation : Harold Becker
- Scénario : Ken Lipper, Paul Schrader, Nicholas Pileggi et Bo Goldman
- Producteurs : Harold Becker, Ken Lipper, Charles Mulvehill et Edward R. Pressman
- Producteurs associés : Elizabeth Carroll et Thomas J. Mack
- Musique : Jerry Goldsmith
- Photographie : Michael Seresin
- Montage : David Bretherton et Robert C. Jones
- Casting : John S. Lyons
- Concepteurs des décors : Jane Musky
- Directeur artistique : Robert Guerra
- Décors : Robert J. franco et Bruce Swanson
- Costumes : Richard Hornung
- Budget : 40 000 000 $
- Recettes : 20 340 203 $
- Société de production : Castle Rock Entertainment
- Société de distribution : Columbia Pictures
- Pays de production :  États-Unis
- Langue : Anglais
- Formats : 1,85 : 1 | Technicolor | 35 mm
- Son : Dolby Digital | SDDS
- Genre : Drame
- Durée : 107 minutes
- Dates de sortie : 
  - États-Unis : 16 février 1996
  - France : 19 juin 1996

## Distribution
- Al Pacino (VF : Sylvain Joubert et VQ : Luis de Cespedes) : John Pappas, maire de New York
- John Cusack (VF : Patrick Mancini et VQ : Gilbert Lachance) : Kevin Calhoun, adjoint au maire
- Bridget Fonda (VF : Nathalie Juvet et VQ : Marie-Andrée Corneille) : Marybeth Cogan
- Danny Aiello (VF : Alain Dorval et VQ : Aubert Pallascio) : Frank Anselmo
- Martin Landau (VF : William Sabatier et VQ : Jean Fontaine) : Juge
- David Paymer (VF : Michel Mella et VQ : Normand Lévesque) : Abe Goodman
- Lindsay Duncan : Sydney Pappas